# Monobenzona
Monobenzona é o éter monobenzil da hidroquinona. A aplicação tópica deste químico na pele leva à degradação progressiva da melanina e consequente diminuição da mesma. A aplicação por períodos superiores a 3 meses, pode causar a despigmentação definitiva e irreversível da pele.
A monobenzona é usado para tratamento de doentes com vitiligo, a acção deste não trata especificamente as manchas de causadas pela doença, mas provoca a despigmentação da pele nas áreas circundantes trazendo dessa forma uma melhor uniformização da mesma.